# Polyommatus
A Polyommatus a valódi lepkék (Glossata) alrendjében a boglárkalepkefélék (Lycaenidae) családjának egyik, fölöttébb fajgazdag neme.

## Rendszerezése
A nemhez az alábbi fajok tartoznak (a lista nem teljes):
- égszínkék boglárka (Polyommatus bellargus, Lysandra bellargus)
- közönséges boglárka (Polyommatus icarus)
- Polyommatus abdon
- Polyommatus achaemenes
- Polyommatus actinides
- Polyommatus actis
- Polyommatus admetus
- Polyommatus aedon
- Polyommatus afghanicus
- Polyommatus afghanistana
- Polyommatus ainsae
- Polyommatus ahmadi
- Polyommatus albicans
- Polyommatus alcestis
- Polyommatus aloisi
- Polyommatus altivagans
- bükkönyboglárka (Polyommatus amandus)
- Polyommatus amor
- Polyommatus annamaria
- Polyommatus anthea
- Polyommatus anticarmon
- Polyommatus antidolus
- Polyommatus apennina
- Polyommatus arasbarani
- Polyommatus ardschira
- Polyommatus ariana
- Polyommatus aroaniensis
- Polyommatus artvinensis
- Polyommatus aserbeidschanus
- Polyommatus atlantica
- Polyommatus attalaensis
- Polyommatus avinovi
- Polyommatus baltazardi
- Polyommatus barmifiruze
- Polyommatus baytopi
- Polyommatus bellis
- Polyommatus bilgini
- Polyommatus bilucha
- Polyommatus birunii
- Polyommatus biton
- Polyommatus bogra
- Polyommatus boisduvalii
- Polyommatus bollandi
- Polyommatus buzulmavi
- Polyommatus caelestissima
- Polyommatus caeruleus
- Polyommatus carmon
- Polyommatus carmonides
- Polyommatus chitralensis
- Polyommatus cilicius
- Polyommatus ciloicus
- Polyommatus coelestina
- ezüstkék boglárka (Polyommatus coridon, Lysandra coridon)
- Polyommatus cornelia
- Polyommatus corona
- Polyommatus corydonius
- Polyommatus csomai
- Polyommatus cyane
- Polyommatus cyaneus
- Polyommatus dagestanicus
- Polyommatus dagmara
- Polyommatus dama
- Polyommatus damocles
- csíkos boglárka (Polyommatus damon, Agrodiaetus damon)
- Polyommatus damone
- Polyommatus damonides
- Polyommatus dantchenkoi
- csipkés boglárka (Polyommatus daphnis)
- Polyommatus darius
- Polyommatus deebi
- Polyommatus demavendi
- Polyommatus dezinus
- Polyommatus diana
- Polyommatus dizinensis
- bundás boglárka (Polyommatus dolus)
- Polyommatus dorylas
- Polyommatus dux
- Polyommatus ectabanensis
- Polyommatus elbursicus
- Polyommatus elena
- Polyommatus ellisoni
- Polyommatus elvira
- Polyommatus erigone
- Polyommatus eriwanensis
- Polyommatus ernesti
- Polyommatus eroides
- hegyi boglárka (Polyommatus eros)
- Polyommatus erotides
- Polyommatus erotulus
- Polyommatus erschoffi
- déli boglárka (Polyommatus escheri)
- Polyommatus esfahensis
- Polyommatus eurypilus
- Polyommatus evansi
- Polyommatus everesti
- Polyommatus exuberans
- Polyommatus fabiani
- Polyommatus fabressei
- Polyommatus fatima
- Polyommatus femininoides
- Polyommatus firdussii
- Polyommatus forresti
- Polyommatus forsteri
- Polyommatus fraterluci
- Polyommatus frauvartianae
- Polyommatus fulgens
- Polyommatus galloi
- Polyommatus glaucias
- Polyommatus golgus
- Polyommatus gorbunovi
- Polyommatus guezelmavi
- Polyommatus haigi
- Polyommatus hamadanensis
- spanyol boglárka (Polyommatus hispana)
- Polyommatus hopfferi
- Polyommatus huberti
- Polyommatus humedasae
- Polyommatus hunza
- Polyommatus icadius
- Polyommatus igisizilim
- Polyommatus interjectus
- Polyommatus iphicarmon
- Polyommatus iphidamon
- Polyommatus iphigenia
- Polyommatus iphigenides
- Polyommatus iranicus
- Polyommatus isauricoides
- Polyommatus ischkaschimicus
- Polyommatus juldusa
- Polyommatus juno
- Polyommatus kamtshadalis
- Polyommatus kanduli
- Polyommatus karindus
- Polyommatus kashgharensis
- Polyommatus kendevani
- Polyommatus khorasanensis
- Polyommatus khoshyeilagi
- Polyommatus klausschuriani
- Polyommatus kurdistanicus
- Polyommatus lanka
- Polyommatus larseni
- Polyommatus lorestanus
- Polyommatus lycius
- Polyommatus magnifica
- Polyommatus marcida
- Polyommatus melamarina
- Polyommatus melanius
- Polyommatus menalcas
- Polyommatus menelaos
- Polyommatus meoticus
- Polyommatus merhaba
- Polyommatus miris
- Polyommatus mithridates
- Polyommatus mofidi
- Polyommatus molleti
- Polyommatus morgani
- Polyommatus muetingi
- Polyommatus myrrha
- Polyommatus nadira
- Polyommatus nekrutenkoi
- Polyommatus nephohiptamenos
- Polyommatus ninae
- Polyommatus nivescens
- Polyommatus nufrellensis
- Polyommatus nuksani
- Polyommatus olympicus
- Polyommatus ossmar
- Polyommatus paulae
- Polyommatus peilei
- Polyommatus pfeifferi
- Polyommatus phillipi
- Polyommatus phyllides
- Polyommatus phyllis
- Polyommatus pierceae
- Polyommatus pierinoi
- Polyommatus polonus
- Polyommatus poseidon
- Polyommatus poseidonides
- Polyommatus posthumus
- Polyommatus pseudactis
- Polyommatus pseuderos
- Polyommatus pseudoxerxes
- Polyommatus psylorita
- Polyommatus pulchella
- Polyommatus punctifera
- Polyommatus putnami
- spanyol bundásboglárka (Polyommatus ripartii)
- Polyommatus rjabovi
- Polyommatus rovshani
- Polyommatus schuriani
- aprószemes boglárka (Polyommatus semiargus, Cyaniris semiargus)
- Polyommatus sennanensis
- Polyommatus sertavulensis
- Polyommatus shahrami
- Polyommatus shamil
- Polyommatus sheikh
- Polyommatus sigberti
- szlovák sokpöttyösboglárka (Polyommatus singalensis)
- Polyommatus singalensis
- Polyommatus stigmatifera
- Polyommatus stoliczkanus
- Polyommatus surakovi
- Polyommatus sutleja
- Polyommatus syriaca
- Polyommatus tankeri
- Polyommatus tenhageni
- Polyommatus theresiae
- ibolyaszín boglárka (Polyommatus thersites)
- Polyommatus transcaspicus
- Polyommatus tshetverikovi
- Polyommatus tsvetaevi
- Polyommatus turcicolus
- Polyommatus turcicus
- Polyommatus valiabadi
- Polyommatus vanensis
- Polyommatus venus
- Polyommatus vittatus
- Polyommatus wagneri
- Polyommatus xerxes
- Polyommatus yurinekrutenko
- Polyommatus zamotajlovi
- Polyommatus zapvadi
- Polyommatus zarathustra
- Polyommatus zardensis